# Georg Kühlewind
Georg Kühlewind, właśc. György Székely (ur. 6 marca 1924 w Budapeszcie, zm. 15 stycznia 2006 tamże) – węgierski chemik, antropozof, pisarz, badacz duchowości i nauczyciel medytacji.

## Życiorys
Wychowany w Budapeszcie w rodzinie świeckich Żydów jako György Székely. Od najmłodszych lat rozwijał równocześnie dwie, towarzyszące mu przez całe życie fascynacje, muzykę oraz pytania i problemy świadomości. Miłości do muzyki towarzyszyły zainteresowania freudowską psychoanalizą, Jungiem, historią religii i kultury. 
W czasie wojny, od około roku 1944, spędził przeszło rok na robotach przymusowych w kilku obozach koncentracyjnych, w tym w obozie Buchenwald. To doświadczenie pozostawiło w nim wewnętrzną „pustynię”. W kwietniu 1945 roku został uwolniony z obozu Langenstein-Zwieberge przez Amerykanów.
Po wojnie Kühlewind został uznanym profesorem chemii fizycznej na Uniwersytecie Technicznym w Budapeszcie, gdzie wykładał przez ponad trzydzieści lat. Odniósł znaczne sukcesy na tym polu wnosząc istotny wkład w dziedzinach absorpcji, katalizy, chemii powierzchniowej oraz inżynierii chemicznej; został członkiem wielu towarzystw naukowych na całym świecie. 
Kontynuując swoje rozpoczęte wcześniej studia antropozoficzne doszedł w pewnym momencie do wniosku, że ogromna ilość "informacji" na tematy duchowe, którą posiadł, bynajmniej nie stała się w żaden istotny sposób częścią jego przeżywania świata. Nowym rozdziałem w jego dalszej drodze świadomego "duchowego szkolenia" było ponowne zmierzenie się z Filozofią wolności Rudolfa Steinera - podstawową filozoficzną pracą tegoż autora - oraz innymi, w szczególności epistemologicznymi pismami twórcy antropozofii. Studiując poglądy antropozoficzne Rudolfa Steinera odkrył doświadczenie przeżywania procesu myślenia jako punkt centralny tego światopoglądu. „Tym co się liczy jest proces, a nie gotowe myśli!” - wyrazi później swoje fundamentalne odkrycie. Swoje przemyślenia z tego okresu zawarł w książkach podejmujących temat teorii poznania i medytacji. 
Po przejściu na wcześniejszą emeryturę w 1979 został aktywnym wykładowcą seminarium poświęconemu pedagogice waldorfskiej. Poprowadził niezliczoną ilość wykładów i kursów w prawie wszystkich krajach Europy, w Ameryce Północnej i Azji Południowo-Wschodniej. Przede wszystkim starał się nieustannie czynić zrozumiałą dla innych swoją drogę poznania. Przez całe życie pozostał w swych zainteresowaniach na styku językoznawstwa, psychologii i epistemologii.

## Szkolenie uwagi
Jako antropozof wyróżnił się opracowaną samodzielnie metodą szkolenia uwagi, na pomysł której wpadł jako 17-latek, w okresie rozbudzonego zainteresowania problemami psychologii. Dzięki wcześniejszemu zetknięciu się z psychoanalizą Kühlewind zrozumiał, że podstawowe problemy zarówno jednostki jak i społeczeństwa to przede wszystkim problemy związane ze świadomością. Jego spotkanie z mitografem Karlem Kerényi - dla którego "mitologia grecka była równie rzeczywista jak dla nas pogoda" - zainspirowało go do dalszych badań nad świadomością i innymi fenomenami ducha. Autonomia i godność jednostki ludzkiej miały dla niego pierwszorzędne znaczenie. 
Jego późniejsze zainteresowania skupiały się wokół psychologii rozwoju dziecka, a zwłaszcza zjawiska ADHD wśród dzieci, którego badaniu poświęcił się najbardziej. Popularnej opinii medycyny opartej na faktach uważającej ADHD za chorobę przeciwstawiał swoją tezę, w myśl której wiele z tych dzieci przyszło na świat ze szczególnymi zdolnościami i skłonnościami duchowo-dusznymi nie rozpoznanymi przez ich otoczenie, co w konsekwencji problemów z dopasowaniem się doprowadziło do rozwinięcia zwalczanych symptomów. Zalecana przez niego terapia winna charakteryzować się docenieniem wysiłków oraz uważną, pełną miłości akceptacją dla uosabianej przez te dzieci wyjątkowości. W nazywanych przez siebie „dzieciach gwiazd” pokładał nadzieję na przebudzenie i możliwość urzeczywistnienia wolnej i niepodzielnej uwagi, której jego zdaniem tak bardzo brakuje. 

## Dzieła (w porządku chronologicznym)
Poza jednym wyjątkiem wszystkie wymienione książki zostały wydane przez Verlag Freies Geistesleben Stuttgart.
- Bewußtseinsstufen. Meditationen über die Grenzen der Seele, 1976
- Die Wahrheit tun. Erfahrungen und Konsequenzen des intuitiven Denkens, 1978
- Das Gewahrwerden des Logos. Die Wissenschaft des Evangelisten Johannes, 1979
- Die Diener des Logos. Der Mensch als Wort und Gespräch, 1981
- Das Leben der Seele zwischen Überbewußtsein und Unterbewußtsein. Elemente einer spirituellen Psychologie (Studien und Versuche 20), 1982
- Vom Normalen zum Gesunden. Wege zur Befreiung des erkrankten Bewußtseins, 1983
- Das Licht des Wortes. Welt, Sprache, Meditation, 1984
- Die Logosstruktur der Welt. Sprache als Modell der Wirklichkeit, 1986
- Weihnachten. Die drei Geburten des Menschen, 1989
- Die Belehrung der Sinne. Wege zur fühlenden Wahrnehmung (Studien und Versuche 29), 1990
- Vom Umgang mit der Anthroposophie (Studien und Versuche 30), 1991
- Der sprechende Mensch. Ein Menschenbild aufgrund des Sprachphänomens. Klostermann, Frankfurt am Main 1991
- Die Erneuerung des Heiligen Geistes. Gnade, Teilhabe und geistige Aktivität, 1992
- Das Reich Gottes. Die Zukunftsvision des Neuen Testaments, 1994
- Aufmerksamkeit und Hingabe. Die Wissenschaft des Ich, 1998
- Meditationen über Zen-Buddhismus, Thomas von Aquin und Anthroposophie, 1999
- Die Esoterik des Erkennens und Handelns, 1999
- Der sanfte Wille. Vom Gedachten zum Denken, vom Gefühlten zum Fühlen, vom Gewollten zum Willen, 2000
- Sternkinder. Kinder, die uns besondere Aufgaben stellen, 2001
- Licht und Freiheit. Ein Leitfaden für die Meditation, 2004
- Gesunden im Licht. Die Heilungen in den Evangelien, 2004

Wydania anglojęzyczne:
- Becoming Aware of the Logos: The Way of John the Evangelist, The Lindisfarne Press 1985
- Stages of Consciousness: Meditations on the Boundaries of the Soul, Steiner Books 1985
- From Normal to Healthy: Paths to the Liberation of Consciousness, SteinerBooks Inc. 1988
- The Life of the Soul: Between Subconsciousness and Supraconsciousness, Lindisfarne Books 1991
- Working with Anthroposophy, SteinerBooks 1992
- The logos-structure of the world: language as a model of reality, SteinerBooks 1992
- Star Children: Understanding Children Who Set Us Special Tasks And Challenges, Temple Lodge Publishing, Forest Row 2004
- The Light of the I: Guidelines for Meditation, Lindisfarne Books 2008
- Wilt Thou Be Made Whole?: Healing in the Gospels, Lindisfarne Books 2008

Istnieją również wydania hiszpańskie i francuskie.